# طاق جعفر قلي (قلعة خواجة)
طاق جعفر قلي (بالفارسية: طاق‌های جعفرقلی) هي قرية تقع في إيران في قسم قلعة خواجة الريفي. يقدر عدد سكانها بـ 15 نسمة بحسب إحصاء 2016.